# Gabard Fénélon
Gabard Fénélon (Tortuga, 3 giugno 1981) è un calciatore haitiano, portiere del Mont-Royal Outremont.

## Palmarès

### Club
- Ligue Haïtienne: 1

RC Haïtien: 2009 F

### Nazionale
- Coppa dei Caraibi: 1

Haiti: 2007